# Satanas fuscanipennis
Satanas fuscanipennis là một loài ruồi trong họ Asilidae. Satanas fuscanipennis được Macquart miêu tả năm 1855. Loài này phân bố ở vùng Cổ Bắc giới và châu Á.